# باشگاه فوتبال نورتوود
باشگاه فوتبال نورتوود (به انگلیسی: Northwood Football Club) یک باشگاه فوتبال در شهر نورتوود، لندن، کشور انگلستان است که در سال ۱۹۲۶ میلادی تأسیس شده‌است.